# Sárospataki Miklós
Sárospataki Miklós (Budapest, 1963. május 11. –) magyar biológus, ökológus, egyetemi tanár és méhkutató.

## Pályája
1982 és 1987 között végzett a szegedi József Attila Tudományegyetem biológus szakán, ökológia szakirányon. 1989-től 91-ig az Eötvös Loránd Tudományegyetem kiegészítő biológiatanári szakát végzi. 1987-1994 között az MTA Növényvédelmi Kutatóintézetében dolgozott. 1998-ban elnyerte a mezőgazdasági tudományok kandidátusa címet. 1993-tól dolgozik a gödöllői Szent István Egyetem Állattani és Ökológiai Tanszékén. 1994-től tudományos segédmunkatárs, 1996-tól egyetemi tanársegéd, 1998-tól egyetemi adjunktus, 2003-tól docens.
Elévülhetetlen érdemeket szerzett a hazai vad-, művész- és poszméhek kutatásában és néhány fajuk védetté nyilvánításában.
Nős, felesége Fazekas Judit biológus. 4 gyermekük van.

## Kötete
- Sárospataki Miklós: Az ökológia alapjai. Közreadja a Szent István Egyetem Mezőgazdaság- és Környezettudományi Kar Környezet- és Tájgazdálkodás Intézete. Gödöllő: Szent István Egyetemi Kiadó. 2006.

## Külső hivatkozások
- Életrajza 2000-ből[halott link]
- A méhek táncolnak, a csillag odébb megy Magyar Hírlap
- Méhek nélkül bajos élni Magyar Hírlap
- A turisták elmenekültek, a szúnyogok maradtak Magyar Hírlap
- Importált dongó poroz a fóliákban Magyar Hírlap
- Alattomos rovartól rettegnek a méhészek Magyar Hírlap
- Pusztulnak a méhek Zalában Magyar Hírlap